# Rosenlunds bankar
Rosenlunds bankar är ett naturreservat  inom den historiska Jönköpings stads område i Jönköpings kommun i Småland (Jönköpings län).
Rosenlundsbankarna är en 35 meter hög och två kilometer lång erosionsbrant. Naturreservatet är 37 hektar stort.
Området har kända istidsavlagringar och är ett karaktäristiskt inslag i landskapsbilden.

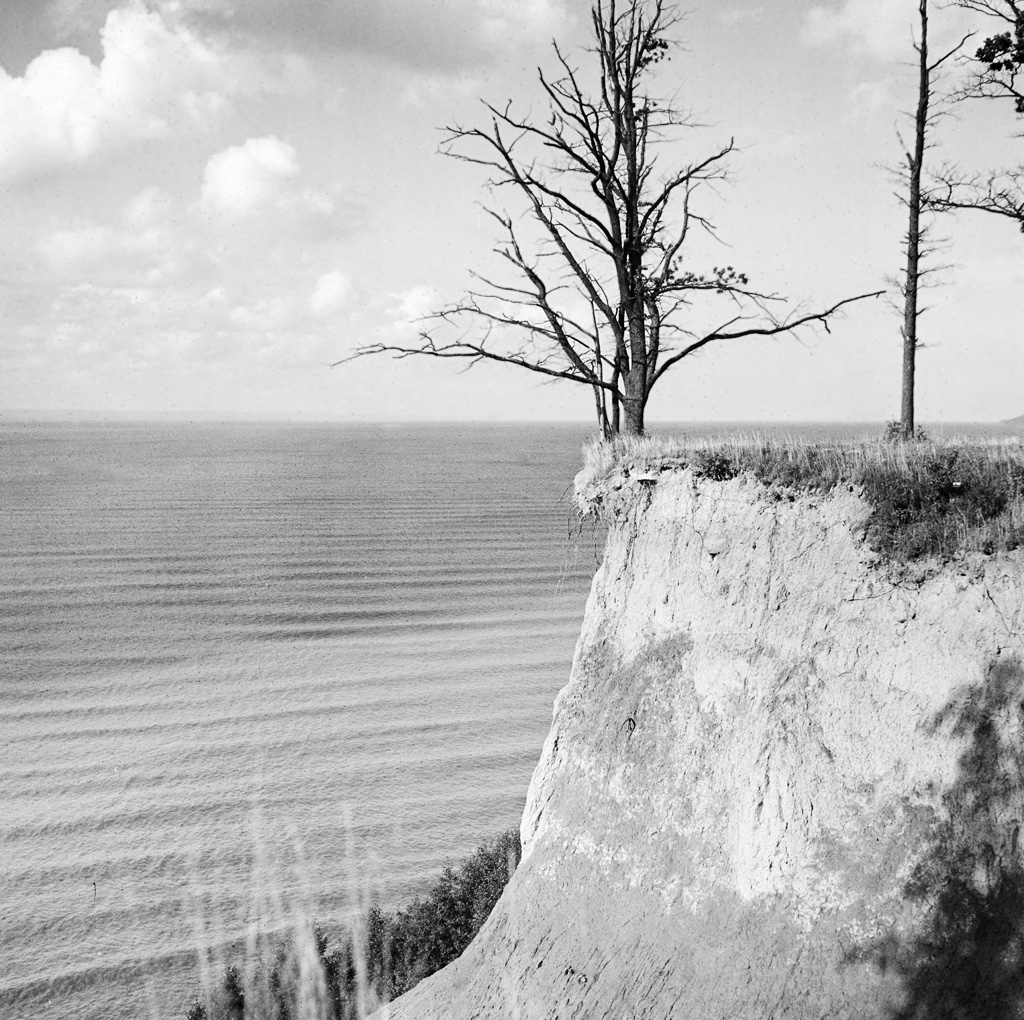
Bild på Rosenlundsbankarna från 1944.
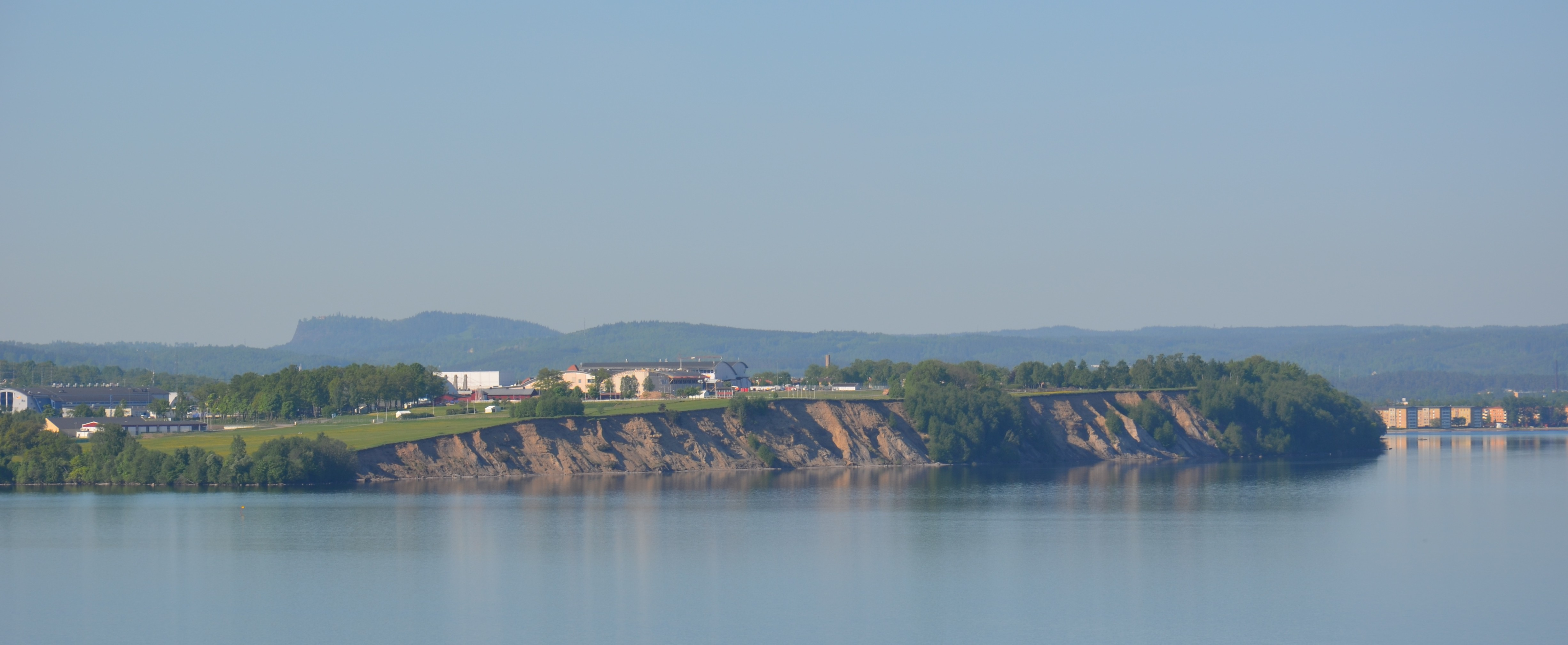
Rosenlundsbankarna sedda från Brunstorp i Huskvarna, med profilen av Smålands Taberg i bakgrunden.